# Bahnhof Hamburg Diebsteich
Bahnhof Hamburg Diebsteich föld feletti S-Bahn állomás Németországban, Hamburgban a Hamburg-Altona–Kiel-vasútvonalon. Utasforgalma alapján az 5. kategóriába tartozó vasútállomás.

## Vasútvonalak
Az állomást az alábbi vasútvonalak érintik:
- Hamburg-Altona–Kiel-vasútvonal

## Forgalom
| Járat | Útvonal |
| ----- | --- |
| S 3   | Pinneberg – Thesdorf – Halstenbek – Krupunder – Elbgaustraße – Eidelstedt – Stellingen (Arenen) – Langenfelde – Diebsteich – Altona – Königstraße – Reeperbahn – Landungsbrücken – Stadthausbrücke – Jungfernstieg – Hauptbahnhof – Hammerbrook (City Süd) – Elbbrücken – Veddel (BallinStadt) – Wilhelmsburg – Harburg – Harburg Rathaus – Heimfeld (TU Hamburg) – Neuwiedenthal – Neugraben                                                     |
| S 5   | Elbgaustraße – Eidelstedt – Stellingen (Arenen) – Langenfelde – Diebsteich – Holstenstraße – Sternschanze – Dammtor – Hauptbahnhof \ Hauptstrecke – Hammerbrook (City Süd) – Elbbrücken – Veddel (BallinStadt) – Wilhelmsburg – Harburg – Harburg Rathaus – Heimfeld (TU Hamburg) – Neuwiedenthal – Neugraben – Fischbek – Neu Wulmstorf – Buxtehude – Neukloster – Horneburg – Dollern – Agathenburg – Stade / in Tagesrandzeiten – Berliner Tor |

## Kapcsolódó állomások
A vasútállomáshoz az alábbi állomások vannak a legközelebb:
- Bahnhof Hamburg Holstenstraße (Aumühle railway station, Hamburg-Altona–Kiel-vasútvonal, S21)
- S-Bahnhof Hamburg-Altona (Stade station, S3)
- Langenfelde station (Pinneberg station, Elbgaustrasse station, Hamburg-Altona–Kiel-vasútvonal, S3, S21)
- Hamburg-Altona vasútállomás